# Centro Universitario de Ciencias Biológicas y Agropecuarias
El Centro Universitario de Ciencias Biológicas y Agropecuarias (CUCBA) es uno de los centros universitarios de la Universidad de Guadalajara, en el occidente de México, dedicado a las ciencias biológicas y agropecuarias, donde se realizan actividades de docencia e investigación. La rectora actual del CUCBA es la Dra. Graciela Gudiño Cabrera. Cuenta con una planta docente formada por más de 335 profesores y con 87 investigadores miembros del Sistema Nacional de Investigadores.

## Historia
El centro fue creado en 1994 con la formación de la red universitaria. El centro universitario se creó como temático metropolitano, especializado en las áreas de biología, agronomía y ciencias ambientales. La división de agronomía se origina en la actual ubicación del centro, sin embargo, la división de biología y la división de medicina veterinaria se originaron en otros centros universitarios: la división de biología se localizaba en el instituto tecnológico (CUCEI), mientras que la división de medicina veterinaria se encontraba en la facultad de medicina (CUCS).

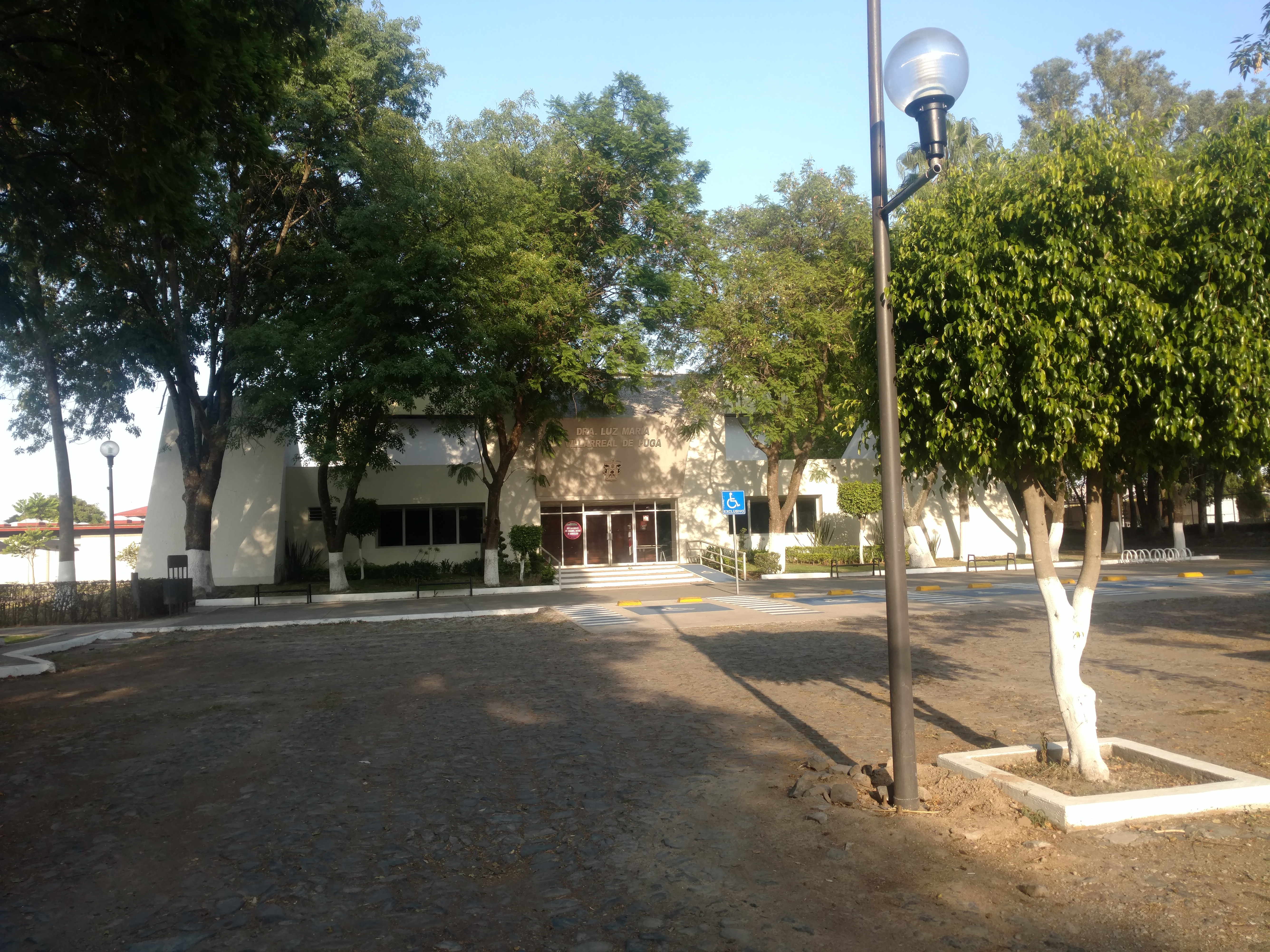
El Auditorio Dra. Luz María Villarreal de Puga, en el CUCBA.

## Misión
La misión del centro es formar recursos humanos de calidad en las ciencias biológicas, agropecuarias y ambientales, que realicen investigación científica y desarrollo tecnológico, con énfasis en la comprensión de los procesos biológicos, el manejo y aprovechamiento de los recursos naturales, la producción agropecuaria, la salud pública, y la sanidad animal, vegetal y ambiental como contribución al desarrollo sustentable, con impacto nacional e internacional.

## Visión 2030
El centro universitario es líder en la generación de conocimiento y en la formación de recursos humanos con alta calidad profesional en las áreas biológica, agropecuaria y ambiental, como agentes de cambio social para el desarrollo sustentable, con reconocimiento nacional e internacional.

## Ejes CUCBA
- Investigación Biológica y Agropecuaria: Generación y aplicación de conocimientos en las áreas biológica, agrícola y pecuaria, y formación de recursos humanos.

- Desarrollo Sustentable y Producción Agropecuaria: Conservación y manejo de recursos naturales, desarrollo sustentable, producción, calidad e inocuidad de los alimentos, biodiversidad y biotecnología.

- Salud y Ambiente: Promoción de la salud ambiental y pública, bienestar y salud animal, bioseguridad, cultura y educación.

- Gestión y Proyección: Regulación ambiental y agropecuaria, interacción sociedad – universidad, liderazgo, internacionalización.[3]

## Oferta educativa

### Licenciaturas
- Lic. en Biología.
- Lic. en Medicina Veterinaria y Zootecnia.
- Ing. en Agronomía.
- Lic. en Agronegocios.
- Lic. en Ciencia de los Alimentos.

### Posgrados
- Maestría en Salud Ambiental.
- Maestría en Educación Ambiental.
- Maestría y Doctorado en Ciencias en Biosistemática, Ecología y Manejo de Recursos Naturales y Agrícolas (BIMARENA).
- Maestría y Doctorado en Ciencias del Comportamiento (Orientación en Neurociencias o Análisis de la Conducta).
- Maestría y Doctorado en Ciencias Biomédicas (Orientación Neurociencias o Inmunología) (en conjunto con el CUCS).
- Maestría y Doctorado en Ciencias Pecuarias (posgrado interinstitucional).
- Maestría y Doctorado en Ciencias en Ecofisiología y Recursos Genéticos.

## Divisiones y departamentos

### División de Ciencias Biológicas y Ambientales
- Departamento de Biología Celular y Molecular.
- Departamento de Botánica y Zoología.
- Departamento de Ciencias Ambientales.
- Departamento de Ecología.

### División de Ciencias Veterinarias
- Departamento de Medicina Veterinaria.
- Departamento de Producción Animal.
- Departamento de Salud Pública.

### División de Ciencias Agronómicas
- Departamento de Producción Agrícola.
- Departamento de Producción Forestal.
- Departamento de Desarrollo Rural Sustentable.

## Servicios e infraestructura
El centro tiene una biblioteca central con aproximadamente 45,000 títulos. Además cuenta con sala de lectura informal, un acervo histórico, centro de cómputo, una sala de consulta de tesis y cubículos para estudio reservado. Próximamente, la Universidad de Guadalajara albergará la primera biblioteca depositaria que la Unión Internacional para la Conservación de la Naturaleza (UICN) tendrá en Mesoamérica. El CUCBA será la dependencia que albergará esta biblioteca. El CUCBA es uno de los pocos centros universitarios que no cuenta con ciber-jardines, actualmente solo se ha construido un ciber-jardín no funcional, pero se tiene planeada la construcción de otros en diversas áreas del campus.[cita requerida]
En 2014, el CUCBA atendió la educación de 5,404 estudiantes de nivel superior. En las instalaciones se cuenta con un centro de cómputo, un auditorio con capacidad para 300 personas, un centro de autoacceso y tres aulas amplias con capacidad para 100 personas cada una.
En el CUCBA se llevan a cabo proyectos de investigación básica en el área de las ciencias biológicas. Hay 87 investigadores miembros del SNI vigentes y se cuenta con institutos, centros y laboratorios de investigación.
En las instalaciones del CUCBA se encuentra el Departamento de Madera, Celulosa y Papel del CUCEI.[cita requerida]
El CUCBA posee áreas de cultivo, invernaderos, ranchos y estaciones experimentales, en distintas regiones de Jalisco. Sin embargo, debido a sus características de docencia, se requiere de espacios educativos como herpetarios o vivarios, así como la modernización de los laboratorios existentes para sus investigadores, la ampliación y construcción de laboratorios de docencia para los estudiantes, la modernización y ampliación del centro de cómputo y la construcción de áreas deportivas básicas.
El Centro Universitario de Ciencias Biológicas y Agropecuarias cuenta con un servicio de transporte público poco adecuado para las necesidades de los estudiantes, puesto que se tienen únicamente las rutas 170B y 629 La Venta, y la Línea 1-B del SiTren como alternativas de transporte público desde y hacia el centro universitario.[cita requerida]
El campus cuenta con 3 autobuses internos para uso exclusivo del personal administrativo.[cita requerida]